# 長葉鱗毛蕨
長葉鱗毛蕨（学名：Dryopteris sparsa）为鱗毛蕨科鱗毛蕨屬下的一个种。